# Гонг-игра
Гонг-игра (англ. Bong game) — телефонное игровое шоу, образованное в 1980-е годы на лондонской радиостанции Capital Radio. Игра, основанная исключительно на везении, предусматривает с повышением риска повышение и возможного выигрыша. Автором игры является ведущий радиостанции Capital FM Дэвид Бриггз, один из соавторов телеигры «Who Wants to Be a Millionaire?», который записывал голос для игры. Участники играли в эту игру в утренней программе «Breakfast Show», которую вёл Крис Таррент, будущий ведущий «Who Wants to Be a Millionaire?».

## Правила игры
Записанный голос в прямом эфире зачитывает суммы денег в фунтах стерлингов, возрастающие с каждым шагом, однако шаг варьируется. Например, «1 фунт, 4 фунта, 20 фунтов, 31 фунт, 70 фунтов, 72 фунта, 300 фунтов, 301 фунт, 600 фунтов» и т.д. Запись закончится звуком гонга, однако игрок не знает, когда она закончится, поэтому он должен в какой-то момент крикнуть «Стоп!» и остановить запись. Последняя оглашённая сумма станет его выигрышем. Если же игрок услышит звук гонга, то он не получит ничего из денег. Игроки, остановившие запись, затем могут узнать, какие суммы дальше оглашались на записи и когда прозвучал бы звук гонга.
Суммы идут в возрастающем порядке, но возрастают не на одно и то же число. Иногда три или четыре суммы отличаются всего несколькими фунтами, а следующая может быть больше на несколько десятков или сотен фунтов. В некоторых случаях на записи не звучал звук гонга, а оглашался какой-то другой приз (типа туристической путёвки); также существовал вариант «Скачущий гонг» (англ. Bouncing Bong), суммы на котором шли в разнобой, и каждая следующая могла быть как больше, так и меньше предыдущей, но там также звучал гонг.

## Похожие телеигры
- Treasure Hunt[англ.]
- Deal or No Deal[англ.]
- The People Versus (Народ против): игроку предлагались три гонг-игры, в одной из них гонга не было, в двух других был; после выбора игры сумма начислялась аналогично. Если игрок выбирал гонг-игру без звука гонга и не останавливал запись, то он получал максимальный разыгрываемый выигрыш.
- The Colour of Money[англ.]: расширенная версия принципа игры, выигрыш накапливается за счёт постоянной игры в гонг-игру.